# Jugendwiderstand
La Resistenza giovanile (in tedesco: Jugendwiderstand, abbreviato JW) era un gruppo giovanile maoista in Germania.

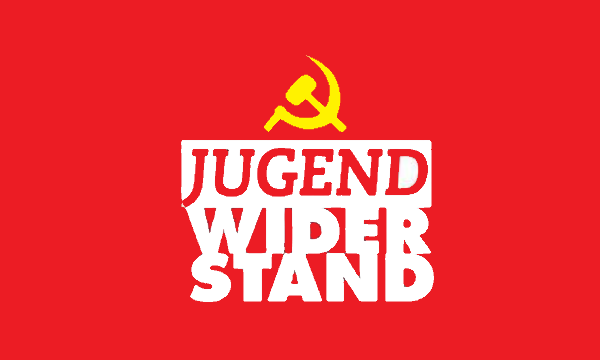
Bandiera Jugendwiderstand

## Storia
Il JW fu fondato da una scissione nel ramo berlinese del gruppo di Magdeburgo Fighting Together (Zusammen Kämpfen). La scissione fu causata da un conflitto ideologico tra i membri di orientamento marxista più libertario e i marxisti-leninisti più ortodossi. La JW aveva sede principalmente a Berlino (prevalentemente a Wedding e Neukölln), ma elencava anche sedi a Bückeburg, Dresda, Flensburgo, Amburgo, Magdeburgo e Münster.
L'ideologia della JW era basata sulla teoria del marxismo-leninismo-maoismo (MLM). Il MLM è l'applicazione universale del pensiero di Mao-Zedong, e il principale teorico è il peruviano Abimael Guzmán, presidente del Partito Comunista del Perù (Sendero Luminoso).
JW fu d'ora in poi ferocemente sostenitore delle lotte rivoluzionarie del Partito Comunista delle Filippine e dei Naxaliti in India. Altre attività di JW furono tra l'altro la partecipazione alle annuali manifestazioni del Primo Maggio e del Luxemburg-Liebknecht (LL), la campagna per il boicottaggio delle elezioni e l'organizzazione antifascista.
Il 9 giugno 2019 JW ha annunciato sui social media di essersi sciolta. La ragione principale addotta dall'organizzazione era che non riusciva a fare la transizione tra l'essere un'organizzazione giovanile d'avanguardia e un vero e proprio partito comunista con quadri di massa.
La mattina del 26 giugno 2019 la polizia fece irruzione in sette case di nove membri della JW a Berlino e nel Nord Reno-Westfalia. La polizia ha confiscato armi, hard disk, telefoni cellulari e travestimenti. L'annunciato scioglimento di JW è sospettato di essere un inganno per complicare le indagini in corso.